# 朗萨尔
朗萨尔（法語：Ransart，法語發音：[ʁɑ̃saʁ]）是比利时沙勒罗瓦市的一个片区。朗萨尔原为一独立市镇，1977年，朗萨尔与临近的14个市镇并入沙勒罗瓦，成为了沙勒罗瓦的一个片区。